# Quatro Casamentos e Um Funeral (minissérie)
Quatro Casamentos e Um Funeral é uma minissérie de comédia romântica americana, baseada no filme britânico de 1994 de mesmo nome escrito por Richard Curtis. A minissérie estreou em 31 de julho de 2019 no Hulu, e foi criada por Mindy Kaling e Matt Warburton. É estrelado por Nathalie Emmanuel, Nikesh Patel, Rebecca Rittenhouse, Brandon Mychal Smith e John Reynolds.